# Our Blushing Brides
Our Blushing Brides is een Amerikaanse dramafilm uit 1930 onder regie van Harry Beaumont. Destijds werd de film in Nederland uitgebracht onder de titel Moderne bruidjes.

## Verhaal
Gerry March, Connie Blair en Franky Daniels werken in hetzelfde warenhuis. Ze delen ook samen een huis in New York. De drie meisjes hebben liefdesaffaires met hoogte- en dieptepunten. Gerry trouwt met de zoon van de winkeleigenaar. Franky trouwt met een dief, die ze aanziet voor een miljonair. Connie krijgt intussen een affaire met de jongere broer van Gerry's man. Ze pleegt zelfmoord, wanneer hij haar in de steek laat.

## Rolverdeling
| Acteur                 | Personage           |
| ---------------------- | ------------------- |
| Joan Crawford          | Gerry March         |
| Anita Page             | Connie Blair        |
| Dorothy Sebastian      | Franky Daniels      |
| Robert Montgomery      | Tony Jardine        |
| Raymond Hackett        | David Jardine       |
| John Miljan            | Martin W. Sanderson |
| Hedda Hopper           | Mevrouw Russ-Weaver |
| Albert Conti           | Mijnheer Pantoise   |
| Edward Brophy          | Joe Munsey          |
| Robert Emmett O'Connor | Detective           |
| Martha Sleeper         | Evelyn Woodford     |
| Gwen Lee               | Dardanelle          |
| Mary Doran             | Eloise              |
| Catherine Moylan       | Mannequin           |
| Norma Drew             | Mannequin           |
| Claire Dodd            | Mannequin           |
| Walda Mansfield        | Mannequin           |
| Polly Ann Young        | Mannequin           |